# Баркильо

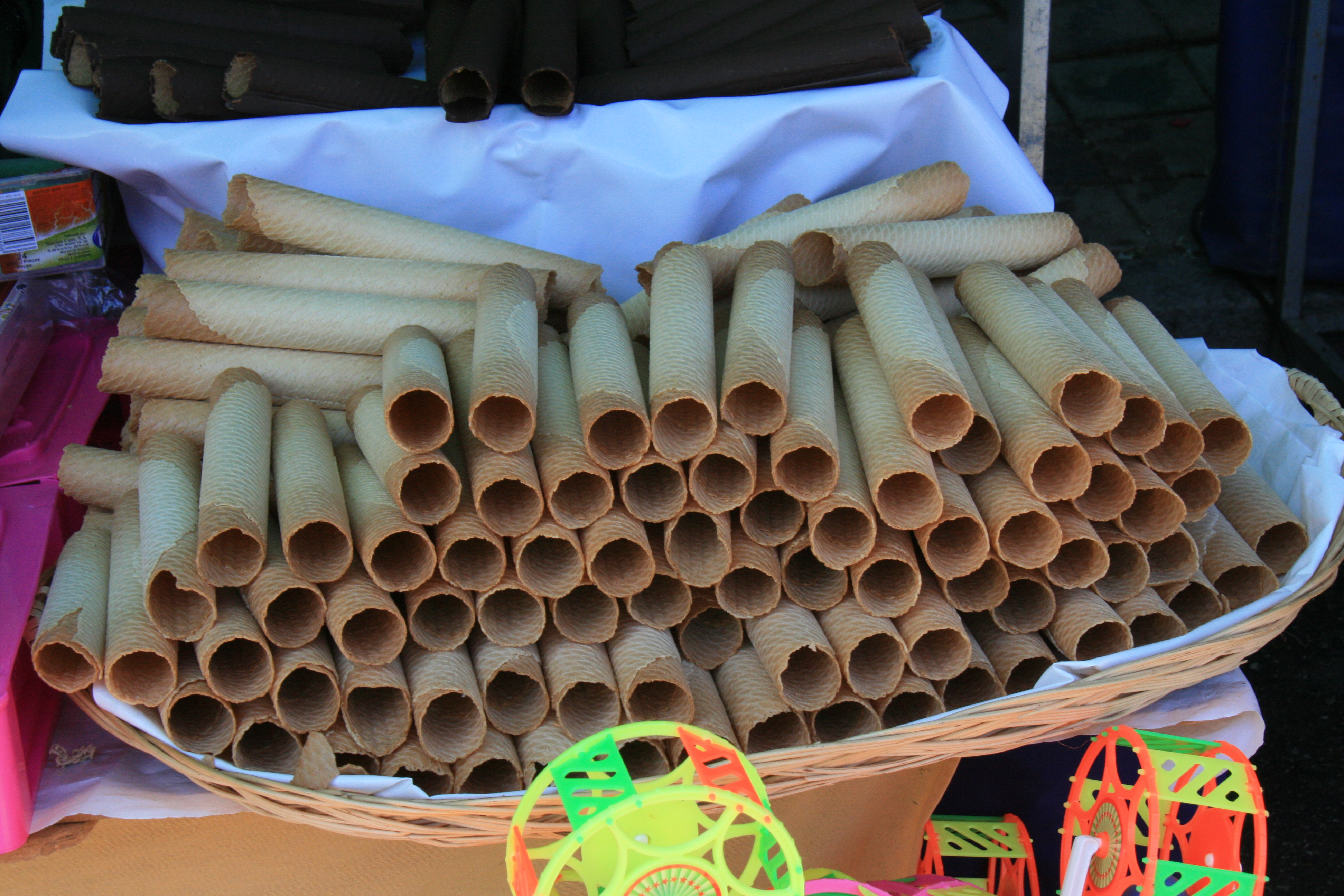
Баркильос во время праздника Сан-Исидро Лабрадор

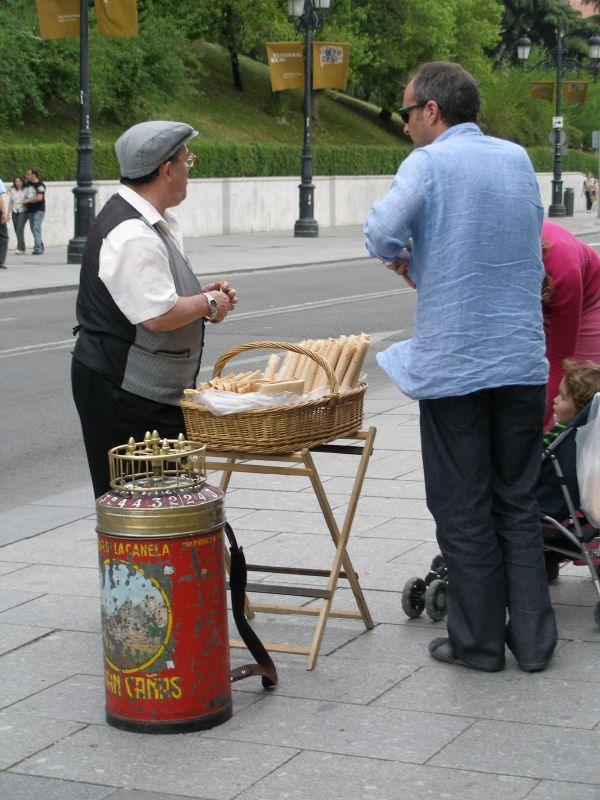
Баркильеро в Мадриде

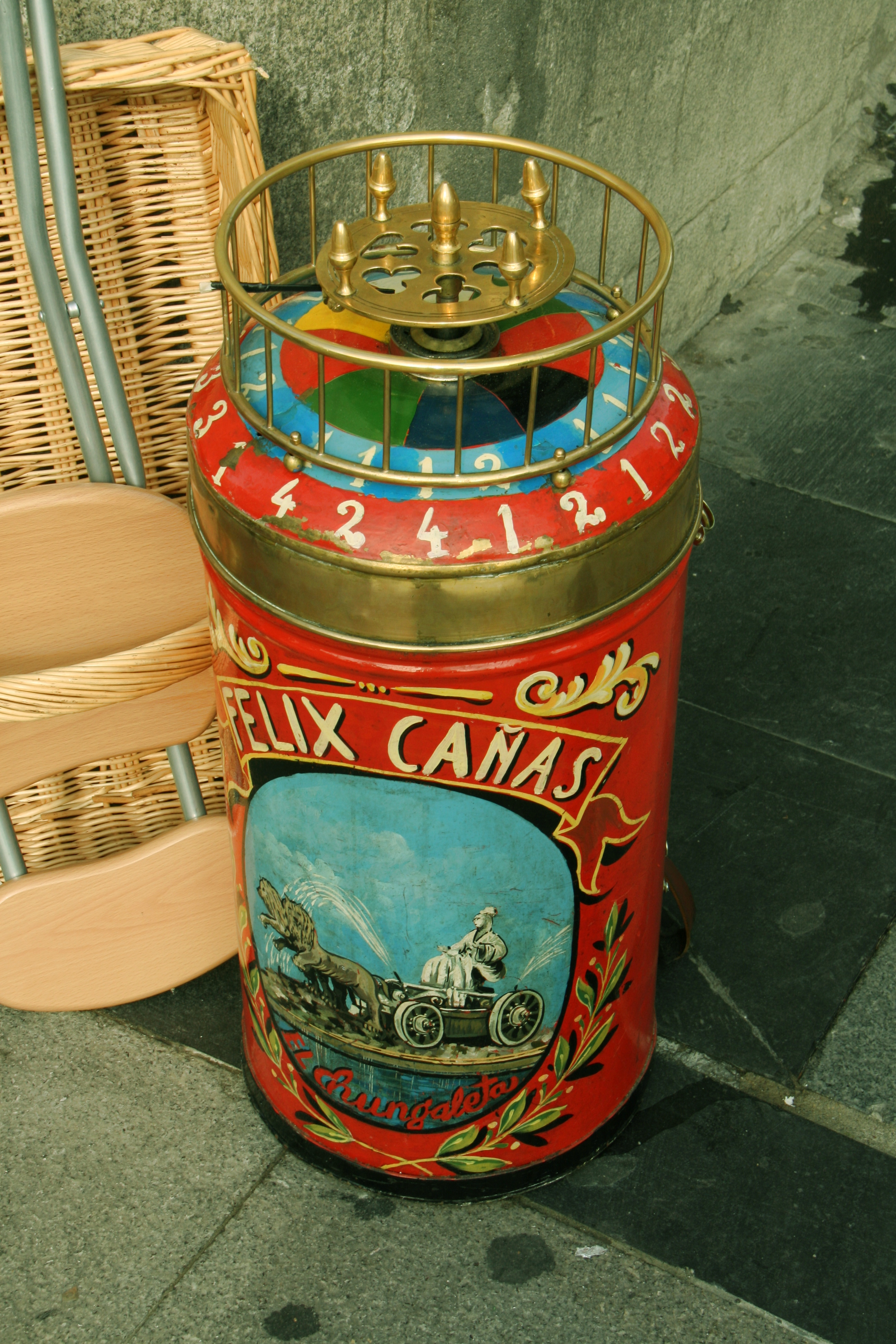
Рулетка баркильеро

 Баркильо  (исп. Barquillo) — испанские вафли, полые внутри, скрученные в трубочку или конус. Готовятся из муки, сахара, яичных белков и масла, тесто тонко раскатывается и затем закручивается в полый цилиндр или конус. Вафли традиционно продавали придорожные торговцы, известные как баркильерос (исп. barquilleros), которые носили особую красную жестяную рулетку. Испанские вафли распространились в соседних странах и сегодня чрезвычайно популярны в странах Восточной и Юго-Восточной Азии.

## История
Баркильос были завезены в колониальные времена в Латинскую Америку и на Филиппины. В Испании и бывших испанских колониях баркильос обычно считаются разновидностью рождественского печенья. Популярны во время различных праздников. В Мадриде баркильерос особенно ассоциируются с праздником, посвященному Сан-Исидро Лабрадор, когда торговцы обычно одеваются в одежду кастисо (потомки испанцев и метисов) или чулапо. Баркильерос носят с собой особую красную бочку с рулеткой, известную как ruleta de barquillero. Покупка баркильос обычно подразумевает небольшую игру, в которой покупатель платит за вращение рулетки. В зависимости от того, где останавливается указатель, покупатель может получить один или два баркильос по той же цене. Покупатель также может заплатить немного большую сумму, чтобы продолжить вращать рулетку и получать баркильос, пока она не остановится на одной из четырех золотых отметок. Традиция баркильерос почти исчезла во время диктатуры Франсиско Франко.

## Название
Испанское название barquillo происходит от слова barca и означает «маленькая лодка». Оно произошло от древней традиции выпечки печенья в выпуклых или лодкообразных формах. Баркильос также известны под разными названиями. На английском языке известны как biscuit roll, cookie roll, crispy biscuit roll, egg roll, crisp biscuit roll или love letter. Китайское название этой вафли, «蛋卷», можно напрямую перевести на английский язык как egg roll. Однако блюдо, известное на Западе как egg roll, сильно отличается.

## Употребление
Баркильос традиционно едят без начинки. Однако современные версии могут приправлять его ингредиентами, такими как ваниль, корица, тертый кокос и лимонный сок. Баркильос также часто окунают или покрывают молочным шоколадом или наполняют им. Из-за сходства с рожками мороженого, их часто продают в качестве контейнеров для замороженных угощений.

## Вариации
В Аргентине и Чили цилиндрические баркильо, наполненные дульсе де лече, шоколадом или другими сладкими начинками, известны как кучуфлис (Чили) или кубанитос (Аргентина).
Баркильо на Филиппинах не имеют сетчатого рисунка традиционных испанских баркильо. Они тоньше и обычно скручены в длинные трубочки. Филиппинские баркильо наиболее тесно связаны с городом Илоило, в частности с пекарней Deocampo в районе Харо, которая занимается массовым коммерческим производством баркильо с 1896 года. Известный вариант баркильо — филиппинский баркирон (barquiron, также barqueron), представляющий собой баркильо, наполненные польвороном и дробленым арахисом, кешью или орехами пили. Он происходит из города Илоило. Другие варианты филиппинских баркильо включают рецепты с соком убе, листьев пандана и моркови, которые имеют ярко-фиолетовый, зеленый и оранжевый цвет соответственно.
В Гонконге вафли готовятся из пшеничной муки, масла, яиц, сахара и ванили.